# 1962 en musique classique
| \| • Retour à la chronologie générale de la musique classique • \| |
| Grèce • Rome • Haut Moyen Âge • VIIIe siècle • IXe siècle • Xe siècle • XIe siècle XIIe siècle • XIIIe siècle • XIVe siècle • XVe siècle • XVIe siècle • XVIIe siècle XVIIIe siècle • XIXe siècle • XXe siècle • XXIe siècle |
| • Retour à la chronologie générale de la musique classique • |

| Années en musique classique : 1959 - 1960 - 1961 - 1962 - 1963 - 1964 - 1965    |
| Décennies en musique classique : 1930 - 1940 - 1950 - 1960 - 1970 - 1980 - 1990 |

## Événements

### Créations
- 19 janvier : La Cité nouvelle de Charles Koechlin, créée au théâtre des Champs-Élysées (Paris) par l'Orchestre national de la RTF sous la direction de Maurice Le Roux.
- 16 février :  la Symphonie no 12 « La Rurale » de Darius Milhaud, créée à Davis (Californie).
- 10 avril : la Symphonie no 3 est composée par Einojuhani Rautavaara.
- 29 mai : King Priam, opéra de Michael Tippett, créé au Théâtre de Coventry sous la direction de John Pritchard.
- 30 mai : le War Requiem de Benjamin Britten, créé dans la cathédrale reconstruite de Coventry sous la direction de Meredith Davies et du compositeur.
- 14 juin : première représentation télévisuelle de The Flood (le Déluge) drame biblique d'Igor Stravinsky.
- 22 septembre : Igor Stravinsky se rend pour la première fois depuis 52 ans à Moscou où il est accueilli triomphalement et est reçu en audience privée par Khrouchtchev.
- 24 septembre : le Concerto pour piano de Barber créé au Lincoln Center for the Performing Arts à Manhattan, avec John Browning comme soliste et l'Orchestre symphonique de Boston dirigé par Erich Leinsdorf.
- 4 octobre :  la Symphonie no 8 de William Schuman, créée au Lincoln Center for the Performing Arts par l'Orchestre philharmonique de New York sous la direction de Leonard Bernstein.
- 8 octobre :  Puppenspiel (Étude pour une musique de scène, pour orchestre) de Franco Donatoni, créé au Festival de Palerme (Sicile, Italie).
- 25 octobre : l’Opéra de poussière de Marcel Landowski, créé à Avignon sous la direction du compositeur.
- 18 décembre : la Symphonie no 13 en si bémol mineur de Dmitri Chostakovitch, créée à Moscou par l'Orchestre philharmonique de Moscou et le chœur de l'Institut Gnessin sous la direction de Kirill Kondrachine.
- 26 décembre : Katerina Ismaïlova, opéra de Chostakovitch, créé à Moscou (version remaniée par le compositeur de Lady Macbeth du district de Mtsensk).

#### Date non précisée
- Quatuor à cordes no 2 de Roberto Gerhard.
- György Ligeti compose Poème symphonique.

### Autres
- 1er janvier : concert du nouvel an de l'orchestre philharmonique de Vienne au Musikverein, dirigé par Willi Boskovsky.

- 6 janvier : ouverture à Vienne des célébrations du centenaire de Claude Debussy avec Pelléas et Mélisande dirigé par Karajan.
- 2 février : Elisabeth Schwarzkopf triomphe à Paris dans Capriccio, opéra de Richard Strauss.
- 26 octobre : tragédie pour l'Orchéstre national d'Écosse quand leur salle de concert, St Andrew's Hall à Glasgow, est détruit par incendie.

#### Date indéterminée
- Création du Concours international de piano Van-Cliburn à Fort Worth (États-Unis).
- Création de l'Orchestre de la fondation Gulbenkian à Lisbonne.
- Fondation de l'Orchestre de chambre de Sofia.
- Fondation de la Camerata de Berne.
- Fondation du Quatuor Delmé.

## Prix
- Vladimir Ashkenazy et  John Ogdon obtiennent le 1er prix ex æquo de piano du Concours international Tchaïkovski.

## Naissances

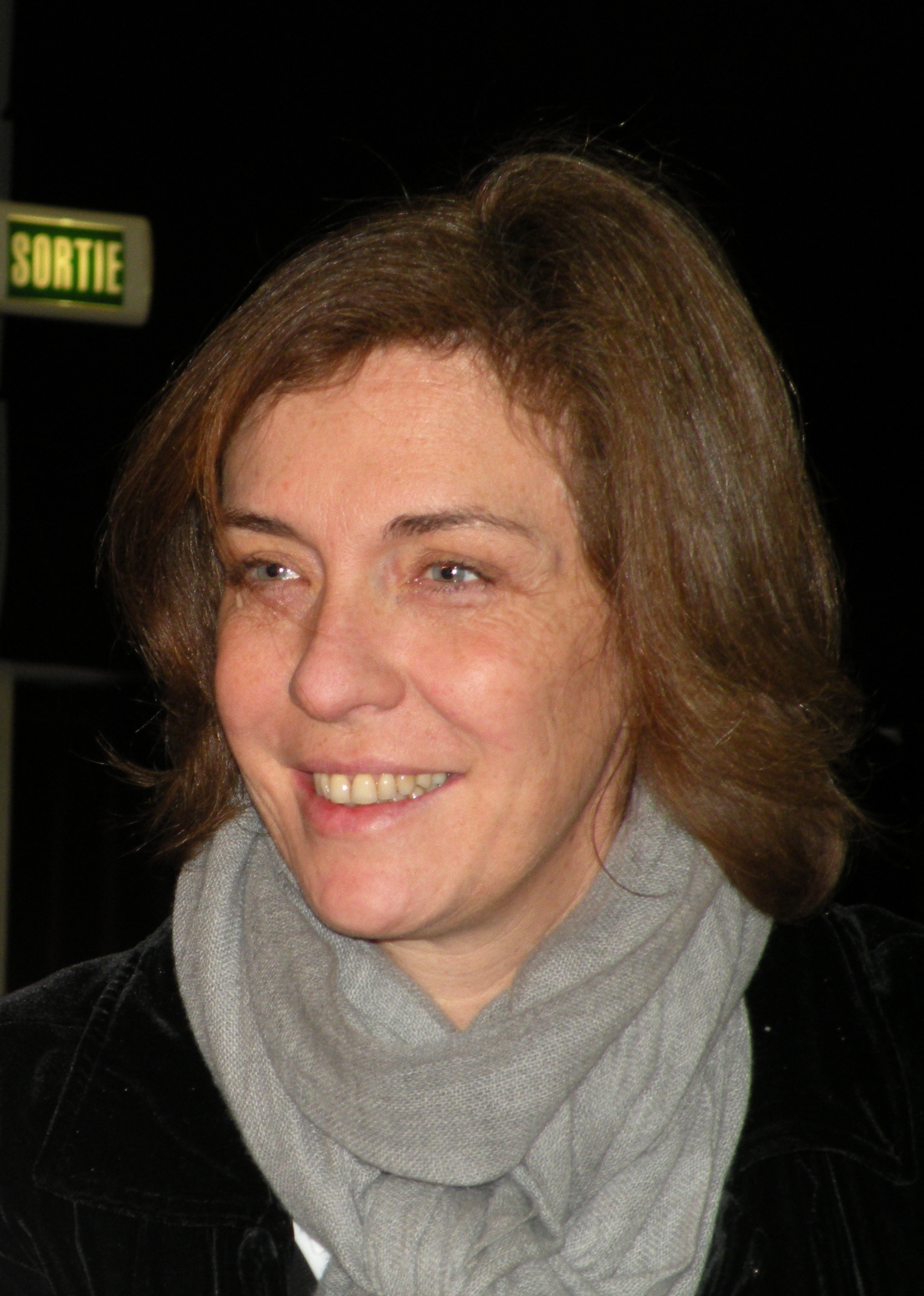
Laurence Equilbey

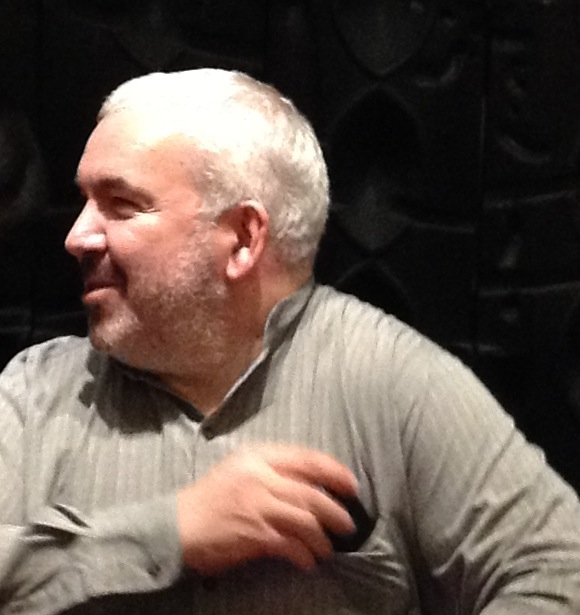
Marc Minkowski

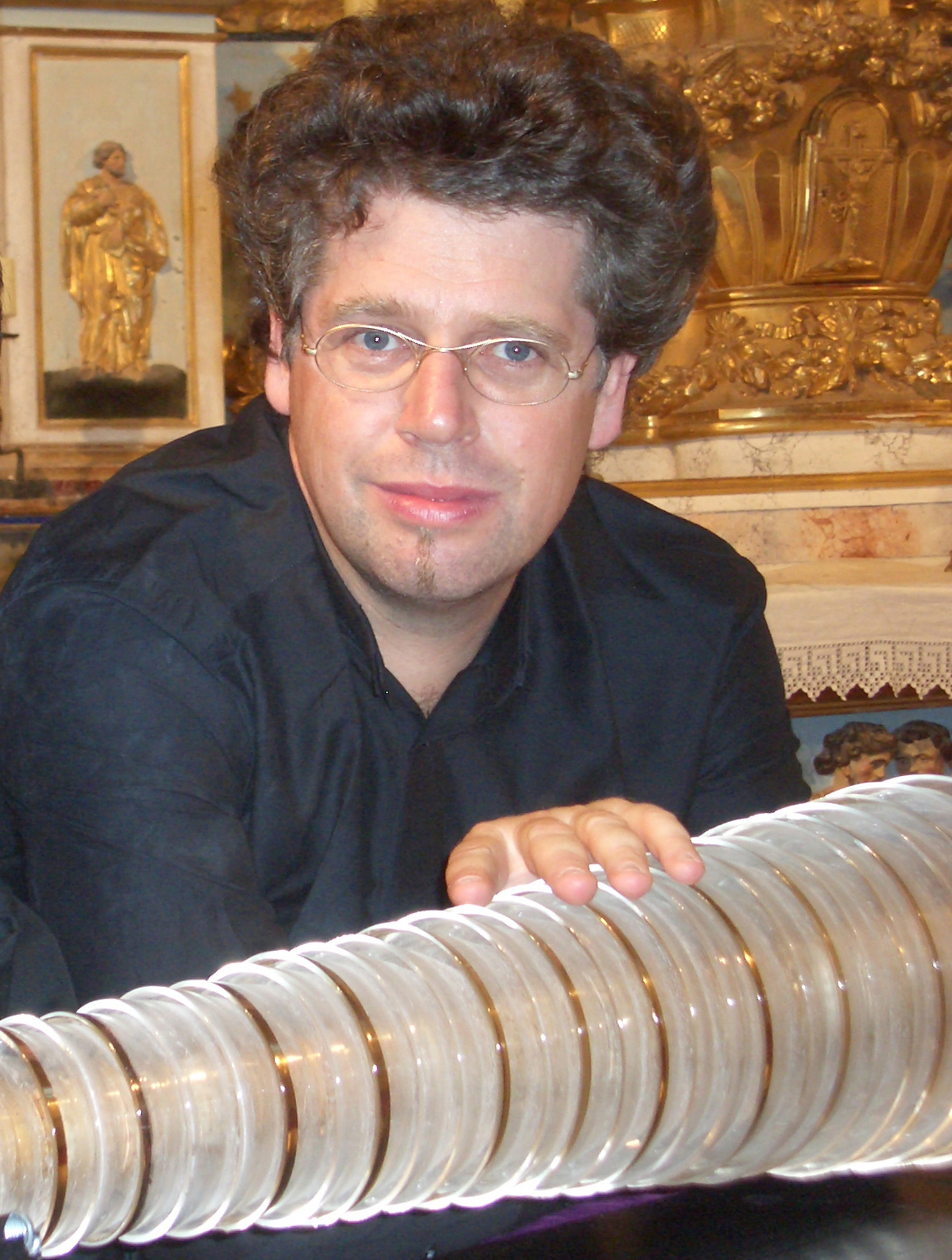
Thomas Bloch et le glassharmonica

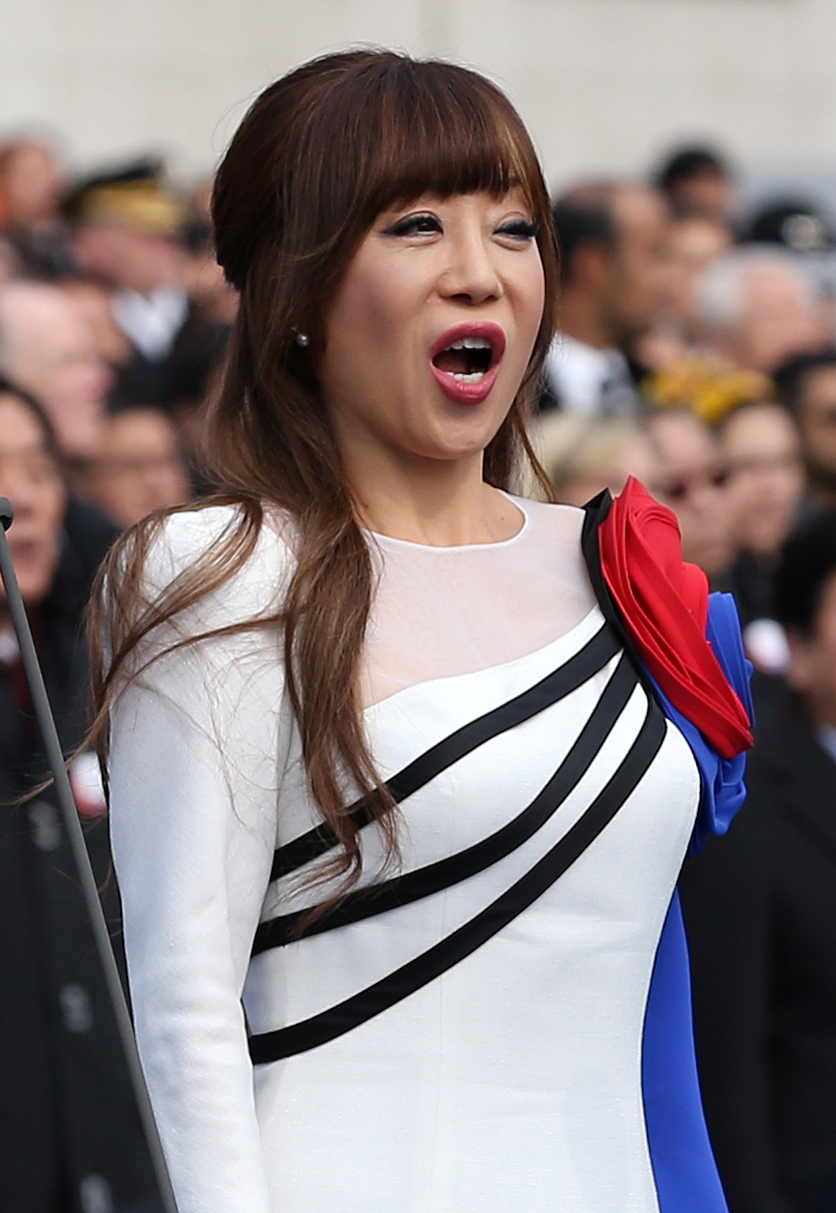
Sumi Jo

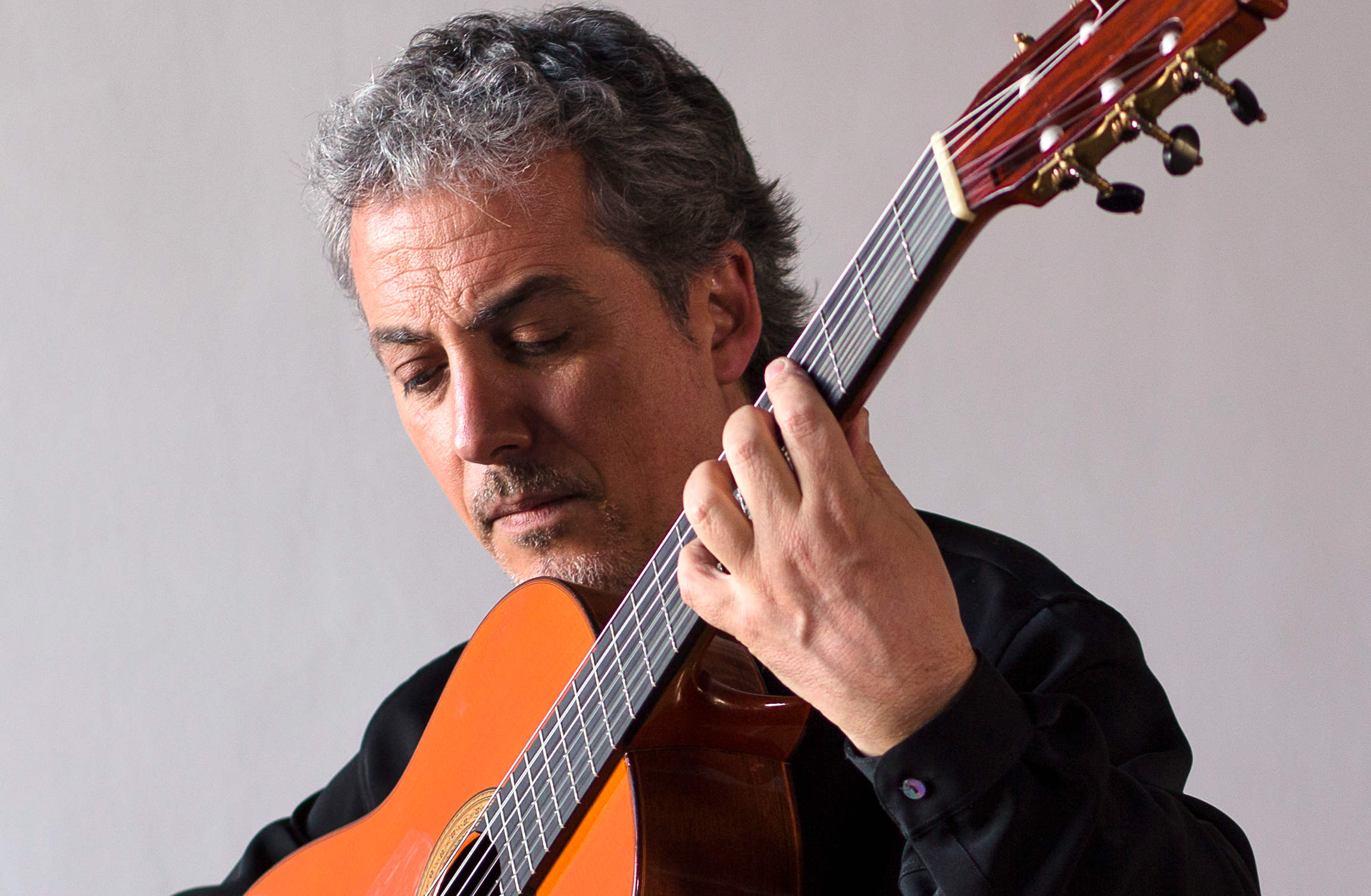
Pedro Javier González

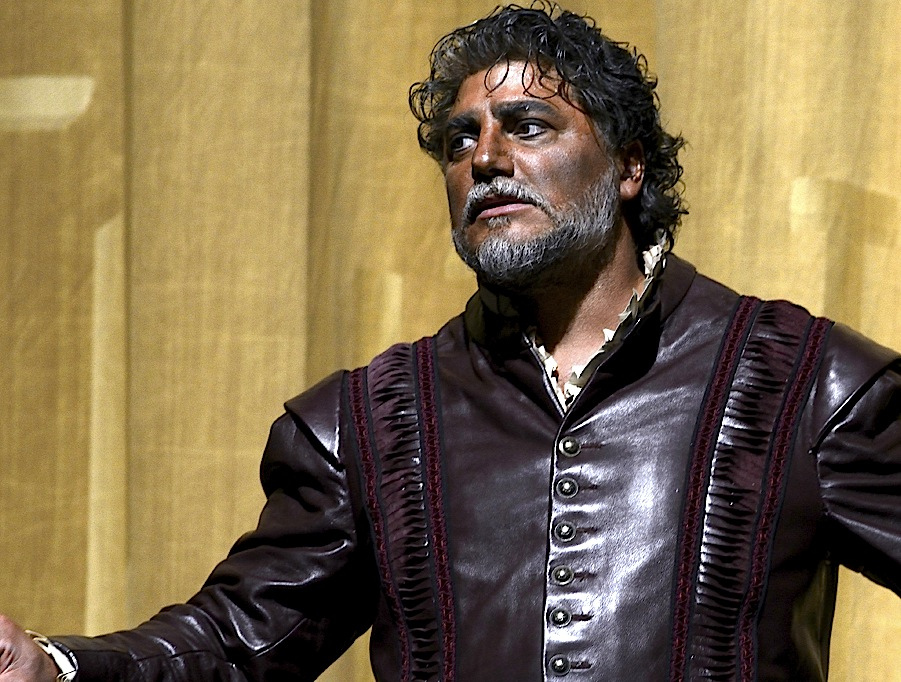
José Cura

- 9 janvier : Nicholas Daniel, hautboïste et chef d'orchestre britannique.
- 14 janvier :
  - Philippe Béran, chef d'orchestre suisse.
  - Laurent Pelly, metteur en scène français.
- 15 janvier : Pascal Nemirovski, pianiste français.
- 24 janvier : Stephen Gould, ténor américain († 19 septembre 2023).
- 27 janvier : Michael Collins, clarinettiste et chef d'orchestre britannique.
- 2 février : Olivier Latry, organiste français.
- 12 février : Francesco Anile, ténor italien.
- 16 février : Patrick Davin, chef d'orchestre belge († 9 septembre 2020).
- 20 février : Émile Naoumoff, pianiste et compositeur français.
- 28 février : Arturo Gervasoni, compositeur argentin.
- 6 mars : Laurence Equilbey, chef de chœur français.
- 8 mars : Michel Cardinaux, pianiste, compositeur, chef d'orchestre, écrivain et enseignant vaudois.
- 17 mars : Wim Henderickx, compositeur belge († 18 décembre 2022).
- 22 mars : Renaud Machart, journaliste, critique musical, producteur de radio et producteur de musique français.
- 24 mars : Angèle Dubeau, violoniste canadienne.
- 27 mars : Florentine Mulsant, compositrice française.
- 24 avril : Christophe Desjardins, altiste français († 13 février 2020).
- 28 avril : Lyne Fortin, soprano québécoise.
- 5 mai : Kaoru Wada, compositeur, arrangeur, chef d'orchestre et pianiste japonais.
- 11 mai : Emmanuelle Haïm, claveciniste et chef d'orchestre française.
- 20 mai : Sergueï Stadler, violoniste russe.
- 22 mai : Bo Skovhus, chanteur d'opéra danois, baryton.
- 26 mai : Krzysztof Warlikowski, metteur en scène polonais de théâtre et d'opéras.
- 11 juin : Ernest Martínez Izquierdo, compositeur et chef d'orchestre espagnol.
- 30 juin : 
  - Thierry Machuel, compositeur français.
  - Johannes Schöllhorn, compositeur allemand.
- 1er juillet : Jean-Christophe Feldhandler, musicien, percussionniste et compositeur français.
- 23 juillet : Alain Lefèvre, pianiste et compositeur québécois.
- 24 juillet : Jan De Winne, flûtiste baroque belge.
- 26 juillet : Stefano Gervasoni, compositeur italien.
- 28 juillet : Pierre-Alain Volondat, pianiste et compositeur français.
- 21 août : Atli Ingólfsson, compositeur islandais.
- 28 août : Manuela Trasobares, artiste, chanteuse et femme politique catalane.
- 8 septembre : Éric Bellocq, luthiste français.
- 12 septembre : Philippe Cassard, pianiste français.
- 25 septembre : Pieter Wispelwey, violoncelliste néerlandais.
- 4 octobre : Marc Minkowski, bassoniste et chef d'orchestre français.
- 8 octobre : Michael Abels, compositeur américain.
- 16 octobre :
  - Dmitri Khvorostovski, baryton russe († 22 novembre 2017).
  - Kō Matsushita, chef de chœur et un compositeur japonais.
- 17 octobre : Jean-Efflam Bavouzet, pianiste français.
- 18 octobre : Sylvain Ciaravolo, organiste, professeur d’orgue et concertiste français.
- 27 octobre : Pedro Javier González, producteur de musique, compositeur et guitariste espagnol.
- 30 octobre : Caroline Casadesus, chanteuse lyrique soprano.
- 2 novembre : 
  - Mireille Delunsch, soprano lyrique française.
  - Graham Waterhouse, compositeur et violoncelliste anglais.
- 4 novembre : Arvo Volmer, chef d'orchestre estonien.
- 17 novembre : Torleif Thedéen, violoncelliste suédois.
- 21 novembre : Jean-Pierre Lecaudey, organiste et pianiste et français.
- 22 novembre : Sumi Jo, soprano colorature sud-coréenne.
- 29 novembre : Sigvards Kļava, chef de chœur letton.
- 5 décembre : José Cura, ténor et chef d'orchestre argentin.
- 10 décembre : Philippe Aïche, violoniste et chef d'orchestre français († 20 octobre 2022).
- 25 décembre : Jonathan Nott, chef d'orchestre britannique.
- 30 décembre : Paavo Järvi, chef d'orchestre estonien.
- 31 décembre : Jennifer Higdon, compositrice américaine.

### Date indéterminée
- Ryōtarō Abe, compositeur et professeur japonais.
- Arthur Aharonyan, pianiste et compositeur arménien.
- Thomas Bloch, musicien et compositeur français, jouant sur des instruments comme les ondes Martenot, le glassharmonica et le cristal Baschet.
- Shih-Hui Chen, compositrice taïwanaise.
- Ursula Duetschler, claveciniste et organiste suisse.
- Albert Guinovart, pianiste et compositeur catalan.
- Andreas Haefliger, pianiste Suisse.
- Patricia Lavail, flûtiste à bec française.
- Alessandro De Marchi, chef d'orchestre italien.
- Thierry Mechler, organiste et professeur d’orgue et d’improvisation au conservatoire de Cologne.
- Hélène Mercier-Arnault, pianiste concertiste.
- Yovtcho Petrov, chef d'orchestre bulgare.
- Makis Solomos, musicologue spécialisé dans la musique contemporaine.
- Gyula Stuller, violoniste hongrois.
- Joël Suhubiette, chef de chœur français.
- Andrew Toovey, compositeur britannique.

## Décès

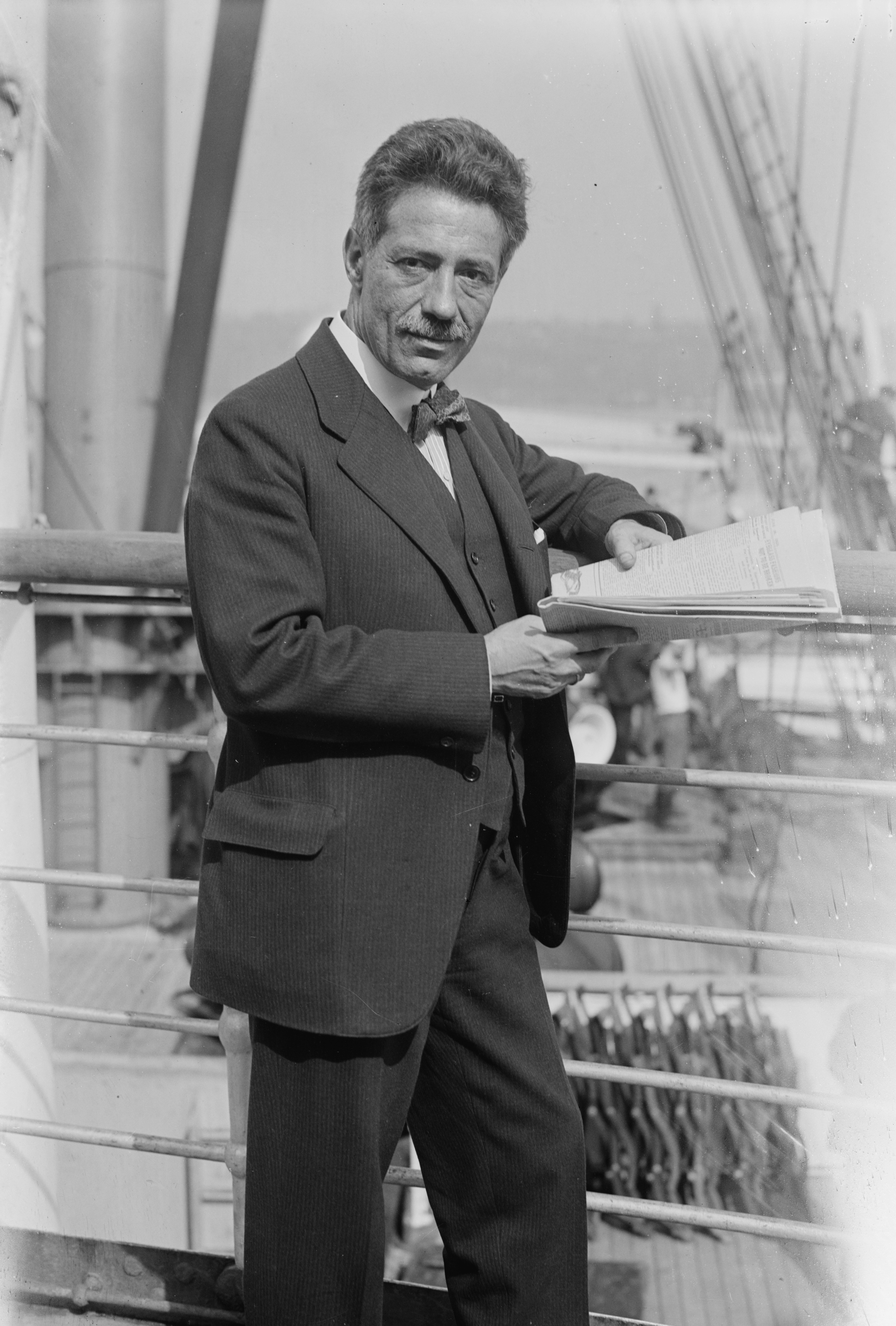
Fritz Kreisler

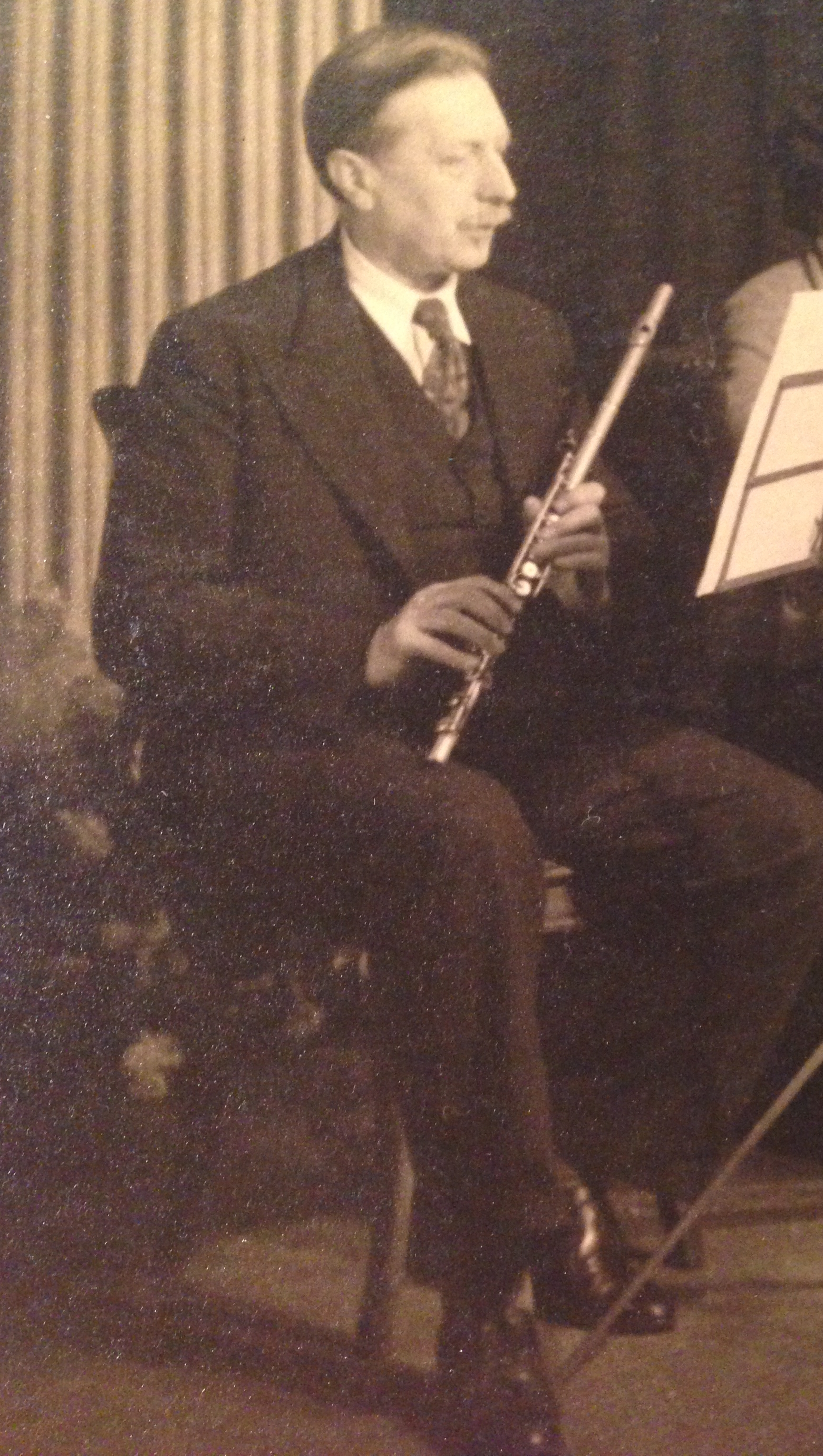
Gaston Blanquart

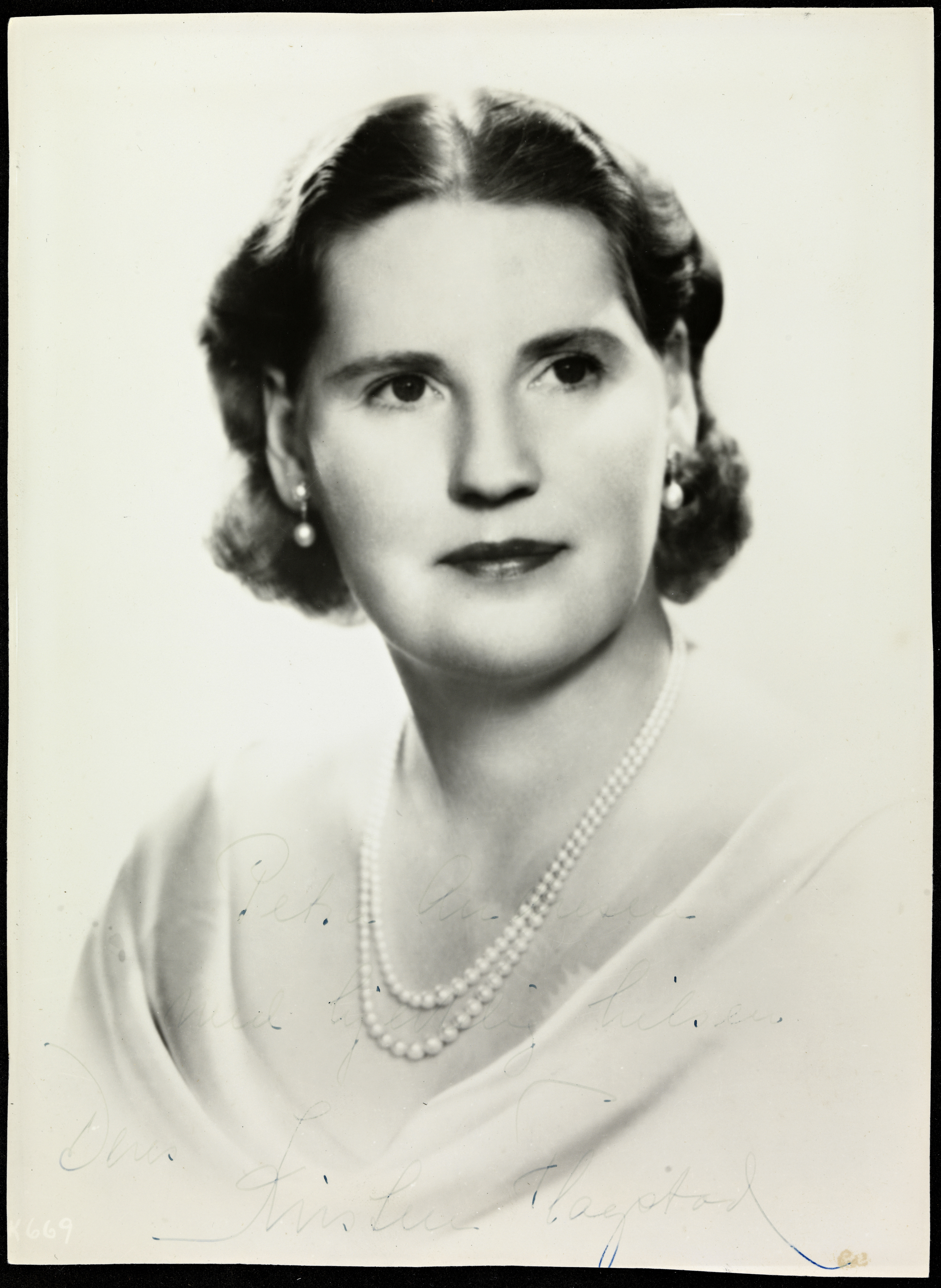
Kirsten Flagstad

- 13 janvier : Rudolf Gall, clarinettiste classique allemand (° 13 avril 1907).
- 18 janvier : Raymond Moulaert, compositeur, professeur de musique et pianiste belge (° 4 février 1875).
- 29 janvier : Fritz Kreisler, violoniste et compositeur autrichien (° 2 février 1875).
- 5 février : Jacques Ibert, compositeur français (° 15 août 1890).
- 17 février : Bruno Walter, chef d’orchestre, compositeur et pianiste allemand (° 15 septembre 1876).
- 18 février : Ole Edgren, chef d'orchestre et compositeur finlandais (° 12 mai 1898).
- 19 février : Eugène Borrel, violoniste et musicologue français (° 22 août 1876).
- 4 mars : Zdeněk Chalabala, chef d'orchestre tchèque (° 18 avril 1899).
- 26 mars : Cyrillus Kreek, compositeur estonien (° 3 décembre 1889).
- 27 mars : Karl Wendling, violoniste et professeur de musique allemand (° 10 août 1875).
- 1er avril : Jules Boucherit, violoniste français (° 29 mars 1877).
- 3 avril : Manólis Kalomíris, compositeur grec (° 28 décembre 1883).
- 29 avril : Armande de Polignac, compositrice française (° 8 janvier 1876).
- 30 avril : Edward Clark , chef d'orchestre anglais (° 10 mai 1888).
- 23 mai : Maurice Senart, éditeur de musique français (° 29 janvier 1878).
- 27 mai : Egon Petri, pianiste classique néerlandais naturalisé américain (° 23 mars 1881).
- 12 juin : John Ireland, compositeur anglais (° 13 août 1879).
- 13 juin : Eugène Goossens, chef d'orchestre et compositeur anglais d'origine française (° 26 mai 1893).
- 15 juin : Alfred Cortot, pianiste et pédagogue français (° 26 septembre 1877).
- 19 juin : Volkmar Andreae, compositeur et chef d’orchestre suisse (° 5 juillet 1879).
- 18 juillet : Alfredo Sangiorgi, compositeur italien (° 25 octobre 1894).
- 28 juillet : Franz Konwitschny, chef d'orchestre allemand (meurt en scène) (° 14 août 1901).
- 29 juillet : Leonardo De Lorenzo, flûtiste italien (° 29 août 1875).
- 18 août : Paul Bastide, chef d'orchestre et compositeur français (° 6 avril 1879).
- 19 août : Emilius Bangert, compositeur, organiste et professeur de musique danois (° 19 août 1883).
- 23 août : Irving Fine, compositeur américain (° 3 décembre 1914).
- 14 septembre : Marcel Delannoy, compositeur français (° 9 juillet 1898).
- 5 octobre : Edmond Gaujac, compositeur français (° 10 février 1895).
- 14 octobre : Jules Bentz, compositeur, organiste et maître de chapelle français (° 13 mai 1873).
- 15 octobre : Joseph Noyon, compositeur de musique religieuse et organiste français (° 3 octobre 1888).
- 21 octobre : Karl Elmendorff, chef d'orchestre allemand (° 25 octobre 1891).
- 22 octobre : Samouïl Feinberg, pianiste et pédagogue russe (° 26 mai 1890).
- 28 octobre : 
  - Étienne Billot, artiste lyrique français  (° 25 septembre 1879).
  - Pierre Froidebise, organiste et compositeur belge (° 15 mai 1914).
- 2 novembre : Felice Lattuada, compositeur et chef d'orchestre italien (° 5 février 1882).
- 12 novembre : Alexandre Spitzmüller, compositeur autrichien (° 22 février 1894).
- 1er décembre : Gaston Blanquart, flûtiste et pédagogue français (° 2 juin 1877).
- 7 décembre : Kirsten Flagstad, soprano puis mezzo-soprano norvégienne (° 12 juillet 1895).
- 9 décembre : Edmond Chabot, religieux catholique et compositeur français (° 21 décembre 1874).
- 14 décembre : Nazzareno De Angelis, chanteur d'opéra italien (° 17 novembre 1881).
- 29 décembre : Hans Rosbaud, chef d'orchestre autrichien (° 22 juillet 1895).
- 31 décembre : Max Goberman, chef d'orchestre et directeur musical (° 1911).

### Date indéterminée
- Katharine Lucke, compositrice et professeur de musique américaine (° 1875).